# جراحات التذكير للوجه
جراحات التذكير للوجه (FMS) هي مجموعة من إجراءات الجراحة التجميلية التي يمكن أن تحول وجه المريض لإظهار الشكل الذكوري النموذجي. قد يختار الرجال المتوافقون مع الجنس الخضوع لهذه الإجراءات، وفي سياق الأشخاص المتحولين جنسيًا، فإن جراحة تذكير الوجه هو نوع من جراحة تأكيد جنس الوجه (FGCS)، والتي تشمل أيضًا جراحة تأنيث الوجه (FFS) للنساء المتحولات جنسيًا.
يمكن أن تشمل جراحات تذكير الوجه العديد من الإجراءات العظمية مثل تكبير الذقن، وتكبير الخد، وكذلك تكبير الجبهة والفك وتفاحة آدم. في جراحة تذكير الوجه، تتضمن معظم الإجراءات إضافة هياكل لإعطاء زوايا أكثر للوجه.

## تاريخيًا
طلب الرجال المتحولين جنسيا إجراءات جراحة التذكير للوجه منذ القرن العشرين. تعد جراحة التذكير للوجه حاليًا أقل شيوعًا من جراحات تأنيث الوجه. تشير أخصائية المسالك البولية مريم حاج موسى إلى أن الرجال المتحولين جنسيًا نادرًا ما يخضعون لجراحة ذكورة الوجه لأن العلاج بالتستوستيرون يؤدي إلى نمو شعر الوجه ويسهل عليهم تقديمه.
في عام 2011، حدد دوجلاس أوسترهوت إجراءات جراحات تذكير الوجه المتاحة، بالاعتماد على عمل بول تيسييه. في عام 2015، نشر شين موريسون لمحة عامة عن جميع العمليات الجراحية التي تؤكد الجندر للرجال المتحولين جنسيًا، بما في ذلك عمليات تذكير الوجه. في عام 2017، نشر جوردان ديشان برالي، خليفة أوسترهوت، تقرير حالة عن أول عملية جراحية لتأكيد الوجه من أنثى إلى ذكر تضمنت إضفاء الذكورة على تفاحة آدم.
وفقًا للجمعية المهنية العالمية لصحة المتحولين جنسيًا (WPATH)، بالنسبة للعديد من الرجال المتحولين جنسيًا، تعد عملية تذكير الوجه ضرورية من الناحية الطبية لعلاج اضطراب الهوية الجنسية.
بعد توصيات الجمعية المهنية العالمية لصحة المتحولين جنسيًا، نشرت العديد من المراجعات الأدبيات وملخصات لأحدث ما توصلت إليه التكنولوجيا.

## الإجراءات الجراحية
غالبًا ما تتضمن الإجراءات الجراحية المجراة بشكل متكرر أثناء جراحة تذكير الوجه عمليات زرع الوجه وتشمل ما يلي، كما هو موضح في عدد خاص لعام 2018 من Clinics in Plastic Surgery التي تنشر بواسطة لورين شيشتر وباوباك زافا.

### تكبير الجبين
يمكن إجراء تكبير الجبين باستخدام غرسة مخصصة، أو باستخدام مواد محقونة تشكل قبل أن تتصلب.

### تكبير الفك
أجريت جراحة تقويم الفكين لأول مرة لأسباب وظيفية في أواخر القرن التاسع عشر، مع تحسين الإجراءات التجميلية وصقلها طوال القرن العشرين. تجرى باستخدام مواد مالئة أو غرسات مخصصة.

### تكبير الذقن
تجرى عملية تكبير الذقن، والتي تسمى أيضًا رأب الذقن، باستخدام مواد مالئة أو غرسات مخصصة. كما يمكن إجراؤها بقطع العظم بالإضافة إلى غرسة مصنوعة من مواد بلاستيكية مثل بروبلاست I و بروبلاست II وكتلة مسامية هيدروكسي اباتيت.

### تكبير تفاحة آدم
يستخدم هذا الإجراء الأحدث غرسة مصنوعة من غضروف مأخوذ من القفص الصدري للمريض.